# 李之芳 (唐朝)
李之芳（?—768年），唐朝宗室，唐太宗的玄孙，蒋王李恽的曾孙，蔡国公李煌的孙子，襲蔡國公李承祖的儿子。
他的父親李承祖为表左武衛將軍和襲蔡國公。 李之芳有令誉，開元末为駕部員外郎。745年尚書郞和出任齐州司马、后安禄山表奏他为范阳司马。安禄山反，自己逃回京师。授右司郎中，历任工部侍郎、太子右庶子、宗正卿。广德初年（763年），唐代宗诏命他兼御史大夫出使吐蕃，被留二年乃得回国。后拜礼部尚书，改太子宾客。其子奉天皇帝庙丞李佇。
768年秋逝世，死因和年齡不祥。

## 传記資料
- 《旧唐書·卷七十六·列传第二十六》蒋王恽传
- 《新唐書·卷八十·列传第五》蒋王恽传
- 《讀禮通考 (四庫全書本)》卷090